# James Chrisman
James Stone Chrisman, född 14 september 1818 i Monticello i Kentucky, död 29 juli 1881 i Monticello i Kentucky, var en amerikansk politiker (demokrat). Han var ledamot av USA:s representanthus 1853–1855, ledamot av CSA:s representanthus 1862–1865 och ledamot av Kentuckys representanthus 1869–1871.
Chrisman ligger begravd på Elk Spring Cemetery i Monticello.